# 博羅季諾 (克拉斯諾亞爾斯克邊疆區)
博羅季諾（Бородино́）是俄羅斯克拉斯諾亞爾斯克邊疆區東部的一個城市，與區首府克拉斯諾亞爾斯克相距186公里。2002年時人口為19,181人。
1949年建立。1981年設市。
55°54′N 94°54′E / 55.900°N 94.900°E